# Cryptodromiopsis
Cryptodromiopsis is een geslacht van kreeftachtigen uit de klasse van de Malacostraca (hogere kreeftachtigen).

## Soorten
- Cryptodromiopsis dubia (Dai, Yang, Song & Chen, 1981)
- Cryptodromiopsis planaria (Dai, Yang, Song & Chen, 1981)
- Cryptodromiopsis tridens Borradaile, 1903